# Liste der Naturdenkmale in Dennheritz
Die Liste der Naturdenkmale in Dennheritz nennt die Naturdenkmale in Dennheritz im sächsischen Landkreis Zwickau.

## Definition
„Naturdenkmäler sind rechtsverbindlich festgesetzte Einzelschöpfungen der Natur oder entsprechende Flächen bis zu fünf Hektar, deren besonderer Schutz erforderlich ist
1. aus wissenschaftlichen, naturgeschichtlichen oder landeskundlichen Gründen oder
2. wegen ihrer Seltenheit, Eigenart oder Schönheit.“

„§ 18 – Naturdenkmäler – (zu § 28 BNatSchG)
(1) Die Erklärung nach § 22 Abs. 1 BNatSchG von Teilen von Natur und Landschaft als Naturdenkmal erfolgt durch Rechtsverordnung oder Einzelanordnung.
(2) Über § 28 Abs. 1 BNatSchG hinaus können Naturdenkmäler zur Sicherung von Lebensgemeinschaften oder Lebensstätten von im Bestand gefährdeten oder streng geschützten Arten festgesetzt werden.“

## Liste
Link zu einem Kartenansichtstool, um Koordinaten zu setzen.
| Bild            | Bezeichnung                                | Lage                                               | Beschreibung | Datum | Nummer |
| --------------- | ------------------------------------------ | -------------------------------------------------- | --- | ----- | ------ |
| Fotos hochladen | Eiche neben der Kirche in Niederschindmaas | Niederschindmaas (50° 48′ 45,4″ N, 12° 30′ 5,3″ O) | Im Namen der Schindmaaser Bürger bei einer Veranstaltung anlässlich des 300. Jahrestags der Augsburger Konfession am 26. Juni 1830 zwischen Kirche und Pfarrhaus gepflanzt. | 1999  |        |